# Stupor del mondo (film)
Stupor del mondo è un cortometraggio documentario del 2011, scritto e diretto da Tomangelo Cappelli e presentato in anteprima al Castello di Melfi il 21 aprile 2011 e a Francoforte il 17 novembre 2011.

## Trama
Il documentario racconta i luoghi e le opere di Federico II.